# 54 Sagittarii
54 Sagittarii är en stjärna med konstant magnitud som tidigare misstänktes vara variabel (CST) i stjärnbilden Skytten.
54 Sagittarii har visuell magnitud +5,30. Den befinner sig på ett avstånd av ungefär 240 ljusår.